# Saint-Martin (Gers)
Saint-Martin (okzitanisch: Sent Martin) ist eine französische Gemeinde mit 442 Einwohnern (Stand: 1. Januar 2022) im Département Gers in der Region Okzitanien (bis 2015 Midi-Pyrénées). Sie gehört zum Arrondissement Mirande und zum Gemeindeverband  Astarac Arros en Gascogne. Die Einwohner nennen sich Saint-Martinais.

## Geografie
Saint-Martin liegt in der Landschaft Astarac im Osten der historischen Provinz Gascogne in den nördlichen Ausläufern des Plateaus von Lannemezan im Hügelland zwischen den parallel nach Norden strömenden Flüssen Osse und Baïse, etwa 25 Kilometer südwestlich der Départements-Hauptstadt Auch und zwei Kilometer südwestlich der Arrondissements-Hauptstadt Mirande. Im Westen wird die Gemeinde vom Osse-Nebenfluss Lizet begrenzt. Die Gemeinde Saint-Martin ist eine Zusammenfassung mehrerer kleiner Dörfer, Weiler und Einzelgehöfte. Mittelpunkt der Gemeinde ist die Kirche Saint-Martin mit der in unmittelbarer Nähe stehenden Mairie. Die größten Ortsteile sind Les Perdiguès, Darans, Souquet, Le Chicoy, Duffard, Pétroun, Le Pelut (teilweise), La Guignole, La Claverie, Libaros, La Bordeneuve, Souriac, Le Punton, Le Cantonnier, Tringouléou, La Poulogne und Le Pelon, wobei letzterer mit einem gemischten Wohn- und Gewerbegebiet der Stadt Mirande zusammengewachsen ist. Das Gelände im Gemeindegebiet ist durch sanfte Hügel und dem Wechsel von Äckern, Hecken und Weiden geprägt. Die wenigen Waldgebiete sind kleiner als 5 ha. Umgeben wird Saint-Martin von den Nachbargemeinden Mirande im Norden und Osten, Berdoues im Südosten, Saint-Maur im Südwesten sowie Monclar-sur-Losse im Westen und Nordwesten.

## Bevölkerungsentwicklung
| Jahr                       | 1962 | 1968 | 1975 | 1982 | 1990 | 1999 | 2006 | 2012 | 2022 |
| -------------------------- | ---- | ---- | ---- | ---- | ---- | ---- | ---- | ---- | ---- |
| Einwohner                  | 187  | 226  | 219  | 338  | 363  | 420  | 442  | 441  | 442  |
| Quellen: Cassini und INSEE |      |      |      |      |      |      |      |      |      |

Im Jahr 2017 wurde mit 459 Bewohnern die bisher höchste Einwohnerzahl ermittelt. Die Zahlen basieren auf den Daten von annuaire-mairie und INSEE.

## Sehenswürdigkeiten
- Kirche Saint-Martin aus dem 10. bis 12. Jahrhundert
- Flurkreuze

## Wirtschaft und Infrastruktur
In der landwirtschaftlich geprägten Gemeinde Saint-Martin sind 20 Landwirtschaftsbetriebe ansässig (Getreide- und Gemüseanbau, Pferde-, Rinder- und Geflügelzucht).
Im Süden der Gemeinde Saint-Martin verläuft die Route nationale 21. Die nur zwei Kilometer entfernte Stadt Mirande bildet einen lokalen Verkehrsknoten. In der 55 Kilometer westlich gelegenen Stadt Aire-sur-l’Adour besteht ein Anschluss an die Autoroute A65. Der Bahnhof in der 25 Kilometer entfernten Stadt Auch bietet Verbindungen nach Toulouse, Eauze, Vic-en-Bigorre und Bon-Encontre. 

## Belege
1. ↑  Saint-Martin auf annuaire-mairie
2. ↑  Saint-Martin auf INSEE
3. ↑  Landwirtschaftsbetriebe auf annuaire-mairie.fr